# Teatro del Estado
El Teatro del Estado es un teatro situado en la ciudad de Mexicali, en  Baja California, México. Está ubicado sobre el bulevar López Mateos, dentro del perímetro del parque Vicente Guerrero.
Fue inaugurado en octubre de 1977 y cuenta con 1.060 butacas, 10 camerinos y 3 áreas técnicas. 
En este recinto se han presentado numerosos eventos de importancia nacional e internacional, como el Baja Prog Festival, el Festival de la Raza, Octubre Internacional, el Encuentro Nacional de Danza, el Festival Cervantino, la Muestra Nacional de Teatro o la Gala Internacional de Música. 
Por las tablas del Teatro del Estado y por las del adjunto Café Literario, han desfilado representantes del trabajo escénico mexicano. También se realizan exposiciones de artes plásticas.
- Datos: Q6140002